# Ich hab dich immer geliebt
Ich hab dich immer geliebt (Originaltitel: I’ve Always Loved You) ist ein US-amerikanisches Filmmusical aus dem Jahr 1946 von Frank Borzage mit Frits van Dongen in der Hauptrolle, der hier unter dem Pseudonym Philip Dorn auftrat. Das Drehbuch basiert auf Kurzgeschichte Concerto des Drehbuchautors Borden Chase.

## Handlung
Der weltberühmte Pianist Leopold Goronoff reist nach Philadelphia, um als Juror beim Vorspielen für ein Musikstipendium mitzuwirken. Er freut sich, Frederick Hassman kennenzulernen, einen einst großen Pianisten, der seine erfolgreiche Karriere aufgegeben hat, um zu heiraten und zu unterrichten. Obwohl der egoistische, chauvinistische Goronoff behauptet, die Ehe sei für einen Musiker irrelevant, stellt Hassman ihm seine Tochter Myra vor, die zum Vorspielen kommt. Goronoff ist von Myras Schönheit und Talent entzückt und reist später zur die Hassman-Farm in Pennsylvania. Myra, geblendet von Goronoffs Können und Arroganz, ist begeistert, als er eine europäische Konzerttournee verschiebt, um bei ihnen zu bleiben. Während Goronoff Myra unterrichtet, wird ihre Verliebtheit in ihn immer stärker, sehr zum Missfallen von George Sampter, dem Landarbeiter, der Myra seit ihrer Kindheit liebt.
Nach einem Monat muss Goronoff gehen, um seinen Konzertplan einzuhalten, und er bietet an, Myra als seinen Schützling mitzunehmen. Myra freut sich über die Gelegenheit, die Welt zu sehen, und George ermutigt sie, während er sich traurig von ihr verabschiedet. In New York stellt Goronoff Myra seiner autokratischen Großmutter, Madame Goronoff, vor, die ihn dafür tadelt, dass er jemanden zwischen sich und seine Musik kommen lässt. Sie findet jedoch Gefallen an Myra, als sie sie spielen hört, und bald reist die kleine Familie zusammen mit Goronoffs Sekretär Nicholas Kavlun durch Europa. Goronoff hat genug von Europa und reist mit Myra nach Südamerika. Dort erfährt sie, dass ihr Vater gestorben ist. Trotz ihrer Traurigkeit lernt Myra weiterhin von Goronoff und verjagt auch seine vielen Freundinnen, denen er immer die Ehe verspricht.
Nach zwei Jahren Training erklärt Goronoff Myra für bereit für ein eigenes Konzert. Sie kehren nach New York zurück, wo Myra in der Carnegie Hall Rachmaninows 2. Klavierkonzert spielen soll. Goronoff dirigiert, während Myra Klavier spielt, aber ihr brillantes Spiel weckt seinen Neid, bis das Konzert zu einem Kampf zwischen ihnen wird. Myra ist verwirrt über Goronoffs offenkundige Wut und verlässt die Bühne unter Tränen, nachdem er seine Dominanz über sie bewiesen hat. Zurück in ihrem Hotel tadelt Goronoff Myra für ihren Versuch, seinen Stil zu kopieren, und schickt sie weg. Nachdem Myra gegangen ist, sagt Madame Goronoff, dass er einen Fehler gemacht hat und dass seine Ablehnung von Myra ein Eingeständnis ist, dass sie die bessere Musikerin ist. Myra kehrt zur Hassman-Farm zurück, wo ihre Verbindung zu Goronoff so stark bleibt, dass sie eines Abends, während er ein Konzert in New York gibt, dasselbe Stück zu Hause spielt. Als Myra aufhört zu spielen, verlässt Goronoff abrupt die Bühne und verkündet seinen Rückzug. George heitert Myra auf und überredet sie, ihn zu heiraten, obwohl er befürchtet, dass sie Goronoff immer lieben wird.
Im Laufe der Jahre bekommen George und Myra eine Tochter namens Georgette, die sie Porgy nennen. Goronoff unterrichtet weiterhin Klavier. Sechs Jahre nach ihrer Trennung erkennt Goronoff schließlich, dass er Myra die ganze Zeit geliebt hat, aber seine Großmutter, die weiß, dass Myra verheiratet ist, lässt Goronoff versprechen, ihr nicht nachzulaufen. Jahre später enthüllt Georgette, inzwischen eine junge Erwachsene, ihrer Mutter, dass sie heimlich Klavier bei Michael Severin studiert hat, einem ehemaligen Schüler Goronoffs. Severin möchte, dass Georgette mit ihm nach New York kommt, wo er sie bei ihrem ersten Konzert in der Carnegie Hall vorstellen wird. Obwohl Myra von Zweifeln überwältigt wird, lässt sie Georgette gehen. Kurz vor Georgettes Konzert überredet George Myra, sie Goronoff vorzustellen, der ihr eine ehrliche Meinung über ihr Talent geben wird. Entschlossen, sich ihren Ängsten hinsichtlich ihrer anhaltenden Liebe zu Goronoff zu stellen, nimmt Myra Georgette mit zu ihm. Goronoff erkennt schnell, dass Georgette zwar talentiert, aber keine große Musikerin ist. Er schickt sie weg und sagt Myra arrogant, dass er immer noch ihr Meister ist. Myra weist Goronoffs Versuch, sie zu küssen, jedoch zurück und nimmt am Abend Georgettes Platz am Klavier ein. Goronoff ersetzt Severin als Dirigent und der ehemalige Lehrer und die ehemalige Schülerin lassen ihren früheren Kampf wieder aufleben, als sie erneut Rachmaninoffs Klavierkonzert Nr. 2 spielen. Myra behauptet sich mühelos und lässt sich von Goronoff nicht einschüchtern. Bewegt von Myras Anmut und Talent gibt Goronoff schließlich zu, dass er sich geirrt hat und dass auch eine Frau in der Musik leben kann. Bevor die Musik endet, eilt Myra von der Bühne, wo George wartet, und erklärt, dass sie ihn immer geliebt hat. George umarmt seine zitternde, glückliche Frau und versichert ihr, dass er immer von ihrer Liebe zu ihm gewusst hat.

## Hintergrund
Gedreht wurde der Film vom 6. August bis zum 25. Oktober 1945 auf der Ranch von Rowland V. Lee im San Fernando Valley sowie in den Republic-Studios in North Hollywood.
Der Arbeitstitel des Films war „Concerto“. Im Oktober 1945 wurde berichtet, dass Regisseur und Produzent Frank Borzage und Republic beschlossen hätten, den Titel von „Concerto“ in „I’ve Always Loved You“ zu ändern, weil die Mehrheit der befragten Kinobetreiber Angst hatte, das Publikum wüsste nicht, was der Begriff Concerto bedeutet.
Im Abspann heißt es: „Klavieraufnahmen von Artur Rubinstein, dem weltgrößten Pianisten, mit der Musik von Rachmaninow, Chopin, Wagner, Beethoven, Liszt, Mendolssohn und Bach.“ In der Werbung des Studios werden in der Produktion allerdings keine Kompositionen von Liszt erwähnt. In einer Pressemeldung vom August 1945 wurde berichtet, der berühmte Pianist Rubinstein solle 85.000 Dollar (2024: ca. 1,49 Millionen Dollar) für das Spielen der im Film zu hörenden Klaviermusik erhalten.
Laut einer Pressemeldung vom 28. März 1945 kaufte Republic auf Borzages Anfrage hin Borden Chases Kurzgeschichte für 100.000 Dollar (2024: ca. 1,75 Millionen Dollar) und überbot damit die Gebote zweier anderer Studios. In der Meldung hieß es, Chases Geschichte mit dem Titel „Concerto“ basiere auf der Karriere seiner Frau, der Konzertpianistin Lee Keith.
Der Film, der über ein Budget von zwei Millionen Dollar verfügte (2024: ca. 35 Millionen Dollar), war der erste von Republic produzierte Technicolor-Film und der erste Film, den Borzage im Rahmen seines 1945 mit dem Studio geschlossenen Produzenten- und Regievertrags drehte. Zeitgenössische Nachrichten berichteten, Republic habe den Film im Februar 1946 veröffentlichen wollen, dies aber nicht geschafft, weil die „überfüllten Laborbedingungen im Technicolor-Werk“ die Verfügbarkeit der Kopie verzögerten. Einer Nachrichtenmeldung vom 9. November 1945 zufolge beabsichtigte Borzage, den Film bei „Sondervorführungen für Musikorganisationen und -gesellschaften im ganzen Land“ zu zeigen, darunter eine „Sondervorstellung für rund zweihundert herausragende Persönlichkeiten aus der Welt der klassischen Musik irgendwann im Februar in der Carnegie Hall“. Eine weitere Meldung vom September 1945 berichtete, Borzage wolle die Stars Catherine McLeod und William Carter außerdem auf eine Werbetour durch 28 Städte schicken, um sie der Presse, den Ausstellern und dem Publikum vorzustellen.
John McCarthy Jr. und Leonore Pierotti waren für das Szenenbild zuständig. Die Brüder Theodore und Howard Lydecker schufen die visuellen Effekte.
Der Pianist André Previn gab sein Schauspieldebüt.

## Musik
Folgende Stücke wurden im Film gespielt:
- 2. Klavierkonzert in c-Moll opus 18 und die Prélude cis-Moll von Sergei Rachmaninow
- Klaviersonate Nr. 23 f-Moll opus 57 von Ludwig van Beethoven
- Ouvertüre der Oper Die Zauberflöte und die Sonate in c-Dur von Wolfgang Amadeus Mozart
- Liebestod aus der Oper Tristan und Isolde und die Sonate in c-Dur von Richard Wagner
- Ballade Nr. 1, die Nocturne Nr. 5 fis-Dur und die Prélude Nr. 1 opus 28 von Frédéric Chopin
- Rondo capriccioso e-Dur opus 14 von Felix Mendelssohn Bartholdy
- Toccata und Fuge in d-Moll von Johann Sebastian Bach
- Moments musicaux von Franz Schubert
- Wiegenlied von Johannes Brahms
- Bachianas Brasileiras von Heitor Villa-Lobos

Das Orchester wurde von Edward H. Plumb geleitet.

## Synchronisation
Die deutsche Synchronfassung entstand 1951 im Auftrag der Elite-Film Franz Schröder unter der Dialogregie von Peter Elsholtz, der auch das Dialogbuch verfasste.
| Rolle             | Schauspieler                   | Deutscher Synchronsprecher |
| ----------------- | ------------------------------ | -------------------------- |
| Leopold Goronoff  | Frits van Dongen (Philip Dorn) | O. E. Hasse                |
| Myra Hassman      | Catherine McLeod               | Antje Weisgerber           |
| Frederick Hassman | Felix Bressart                 | Walter Bluhm               |

## Veröffentlichung
Die Premiere des Films fand am 27. August 1946 statt. In Österreich kam er am 1. Dezember 1950 in die Kinos, in der Bundesrepublik Deutschland am 6. März 1951.

## Kritiken
Der Filmkritiken-Aggregator Rotten Tomatoes hat in einer Auswertung ein Publikumsergebnis von 60 Prozent positiver Bewertungen ermittelt.
Bosley Crowther von der The New York Times fand den Film albern und mit klassischer Musik wuchernd. Er sei einer jener Filme, die eine schrecklich geldgierige Atmosphäre über die entzückenden Welten der Musik und die Schönheit einfacher, hausgemachter Liebe legen.
Das Lexikon des internationalen Films schrieb: „Ausstattungs- und Musikfilm mit einer gefühlsbetonten Liebesgeschichte.“